# David Goforth
David Paul Goforth (né le 11 octobre 1988 à Meridian, Mississippi, États-Unis) est un lanceur de relève droitier qui a joué pour les Brewers de Milwaukee de la Ligue majeure de baseball de 2015 à 2017.

## Carrière
Joueur des Rebels d'Ole Miss, David Goforth est repêché à deux reprises durant ses années à l'université du Mississippi : d'abord par les Indians de Cleveland au 31e tour de sélection en 2010, puis par les Brewers de Milwaukee en 7e ronde en 2011. C'est avec ces derniers qu'il signe son premier contrat professionnel et qu'il débute, en 2011, en ligues mineures. À l'origine un lanceur partant à Ole Miss et à ses débuts dans les mineures, Goforth est utilisé à temps partiel comme lanceur de relève durant la saison 2013, puis à temps plein à partir de 2014, l'ambition des Brewers étant d'éventuellement en faire un stoppeur au plus haut niveau.
Goforth fait ses débuts dans les majeures comme lanceur de relève pour Milwaukee le 26 mai 2015 face aux Giants de San Francisco.